# Кащеев, Иван Андреевич
Иван Андреевич Кащеев (укр. Іван Андрійович Кащеєв; 27 марта 1911, Сумы, Сумская волость, Сумский уезд, Харьковская губерния, Российская империя — апрель 1983, Киев, Украинская ССР, СССР) — советский украинский государственный и партийный деятель. Первый секретарь Ивано-Франковского обкома КП Украины (1963—1966).

## Биография
Родился в 1911 году городе Сумы Харьковской губернии в семье рабочего. Окончил семилетнюю школу. В 1926 году начал трудовую деятельность. Работал рабочим на торфоразработке, на сахарном заводе, модельщиком Харьковского завода «Серп и Молот».
В 1932 году стал членом ВКП(б). В 1955 году окончил Высшую партийную школу при ЦК КП Украины.
В 1933—1936 годах — в рядах Красной армии. В 1936—1940 годах — парторг цеха, секретарь парткома Харьковского завода «Серп и Молот».
В 1940—1941 годах — первый секретарь Сталинского районного комитета КП(б) Украины города Харькова. В 1941—1943 годах — второй секретарь Баймацкого районного комитета ВКП(б) Башкирской АССР. В 1943 году — секретарь Марксовского районного комитета ВКП(б) Саратовской области. В 1943—1945 годах — первый секретарь Сталинского районного комитета КП(б) Украины Харькова.
В 1933—1936 годах — в рядах Красной армии. В 1936—1940 годах — председатель цехового комитета, парторг цеха, заместитель секретаря и секретарь парткома Харьковского завода «Серп и Молот».
- 1945—1952 годах — заведующий отделом партийных, профсоюзных и комсомольских органов Харьковского областного комитета КП(б) Украины,
- 1955—1956 гг. — секретарь Дрогобычского областного комитета КП(б) Украины,
- 1956—1959 гг. — второй секретарь Дрогобычского областного комитета КП(б) Украины,
- 1959—1963 гг. — второй секретарь Станиславского (Ивано-Франковского) областного комитета КП(б) Украины,
- 1963—1966 гг. — первый секретарь Ивано-Франковского областного комитета КП(б) Украины,
- 1966—1974 гг. — заместитель министра легкой промышленности Украинской ССР.

С 1974 г. — персональный пенсионер союзного значения.
Депутат Верховного Совета УССР 5—6-го созывов

## Награды
- трижды Орден Трудового Красного Знамени (28.08.1944; 23.01.1948; 26.02.1958);
- медали.